# 同盟市戦争
同盟市戦争（どうめいしせんそう、英: Social War、羅: Bellum Sociale もしくは Bellum Marsicum）は、紀元前91年から数年間（諸説あり）、都市国家ローマと同盟を結んでいた同盟市のうち、主にイタリア南部の都市国家や部族が、ローマ市民権を求め蜂起した戦争である。
同盟市の市民はローマ市民の倍近くいたとも推測されており、自治権はあったものの、独自の外交、軍事行動をとることは出来なかった。ピーター・アストバリー・ブラントは、この戦いでは双方合わせて約30万の動員があったと推測しており、ガエターノ・デ・サンクティスは、彼らの目的を近代のイタリア統一運動と結びつけ、全イタリア人のためのイタリア創造とみなした。
この同盟市戦争は、これまで共和政ローマが勝ち抜いてきた戦争と比べても、重要度では引けを取らない。この戦争の結果統一されたイタリアは帝政ローマの中心地となって、その後の拡大と長寿を支え、また、イタリアの地方言語がラテン語に統一された結果、後にヨーロッパ全域でラテン語が使われることになったとも考えられている。しかしながら、ティトゥス・リウィウスの著作の大部分が失われており、この戦争に関する記述の多くは曖昧なアッピアノスに頼らざるを得ず、戦争の原因などについては諸説あり、はっきりと分かっていない。

## 背景
ローマ人はイタリアを征服していく過程で、

前線基地として植民市を作ったり、既存の市に植民者を入れてきた。

獲得した耕作地はすぐに植民者に割り当て、
または売却したり賃貸してきたが、

残った多くの荒廃地については10分の1税を取って希望者に貸し出した。

このことで、労働力としてのイタリック人を増やし、
同盟者を増やすつもりだったのだが、

現実は逆で、富める者が未分配の土地を手に入れると、
時間と共に周囲からも土地を吸収し、

そうして手に入れた広大な土地を守るため、
兵役のない奴隷を集め、使役することで、

富める者は更に栄え、奴隷の種族も増えていった。

その一方、イタリック人たちは数も減っていき、兵役と納税に追われ、

奴隷にならずに済んだとしても、ただ無為に過ごしていた。
アッピアノス『内乱記』1.7

### 過去のイタリック人の動向

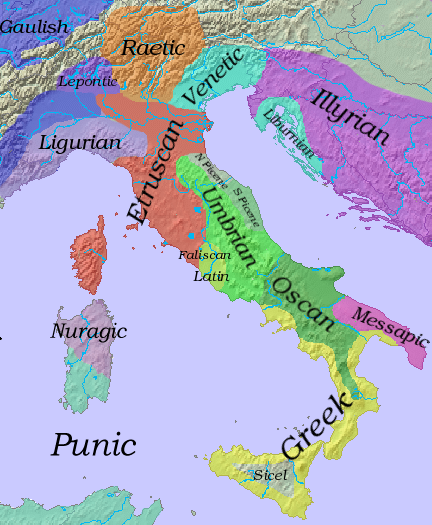
紀元前6世紀頃のイタリア周辺の語派

イタリック人たちは、過去数度にわたってローマと対立し、その結果として支配下に入っている（例えばローマ・エトルリア戦争、サムニウム戦争など）。彼らは直接的な金銭負担はなかったものの、ローマの決定した戦争への兵力供出義務（foedera iniqua）を課されており、獲得した領地はローマが独占したため、その恨みは募っていたものと思われる。しかし、彼らの反発はまとまったものとはならなかった。彼らのリーダー格である富裕層が、ローマから自分の市での地位を保証されるだけでなく、金銭的なメリットを享受していたためと考えられる。例えば紀元前193年には、ラテン人やイタリック人を利用した迂回融資によって利息制限を回避することが問題となり、センプロニウス氏族のマルクス・トゥディタヌスがこの問題に対応し、彼らにも利息制限がかけられている（Lex Sempronia de pecunia credita、金貸しに関するセンプロニウス法）。彼ら富裕層はローマの公有地（ager publicus）の利用権を持ち、更に、属州での商売が許可されており、組織だった抵抗をみせることなくローマの支配に甘んじていたが、その状況が変わってくるのはティベリウス・グラックスの頃からである。

### イタリック人内の温度差
イタリア人の運命は残酷だった。

彼らは、自分たちが守っている国の市民権を求めていたのだ。

毎年の戦争では、騎兵と歩兵共に二倍の兵力を提供していたにもかかわらず、

彼らの流す血によって、同じ血を引く人間たちを、

外国人と見下すほどに登り詰めた国家の、

市民権を得られなかったのだ。
ウェッレイウス『ローマ史』2.15.2

イタリック人の対ローマ感情は、オスク語を母語とする集団と、エトルリアやウンブリアとで大きく異なる。また、例えばユグルタ戦争でユグルタに包囲されたキルタ（現コンスタンティーヌ）には、イタリア出身の事業家たち（negotiatores）がいたとされるが、その中にはローマ人だけでなくイタリック人も含まれていたと考えられており、これらの事業家の多くが、南部の海軍同盟市（socii navales）出身であった可能性が高い。
エトルリアやウンブリアは、あまり激しい抵抗をせずローマの支配下に入ったが、対照的にオスク語族は、例えばカウディウムの戦いのように記憶に残る激戦の末に兵力供出義務を課されており、エトルリアやウンブリアは兵力供出義務がなかったのではないかとの推測もある。彼らが軍隊を提供したのはハンニバルやガリア人にローマが攻撃された時代の話だった。そのため、エトルリアとウンブリアの対ローマ感情はそこまで悪くはなく、交易にもあまり熱心でなかった彼らの関心は、公有地の利用権にあった。
一方、オスク語族の関心は市民権にあったと考えられている。彼らの中でもマルシ人はあまり対立してこなかったが、サムニウム人は激しい戦いを経験しており、ローマ人が海外で戦うたびに駆り出された同盟市の兵力はローマ軍を上回っていたが、彼らは差別的な扱いを受けていたとも考えられ、高位政務官の振るうインペリウムに抵抗するためには、せめてローマ市民にはウァレリウス法などで認められていた上訴権（ius provocationis）が必要だった。

### グラックス時代

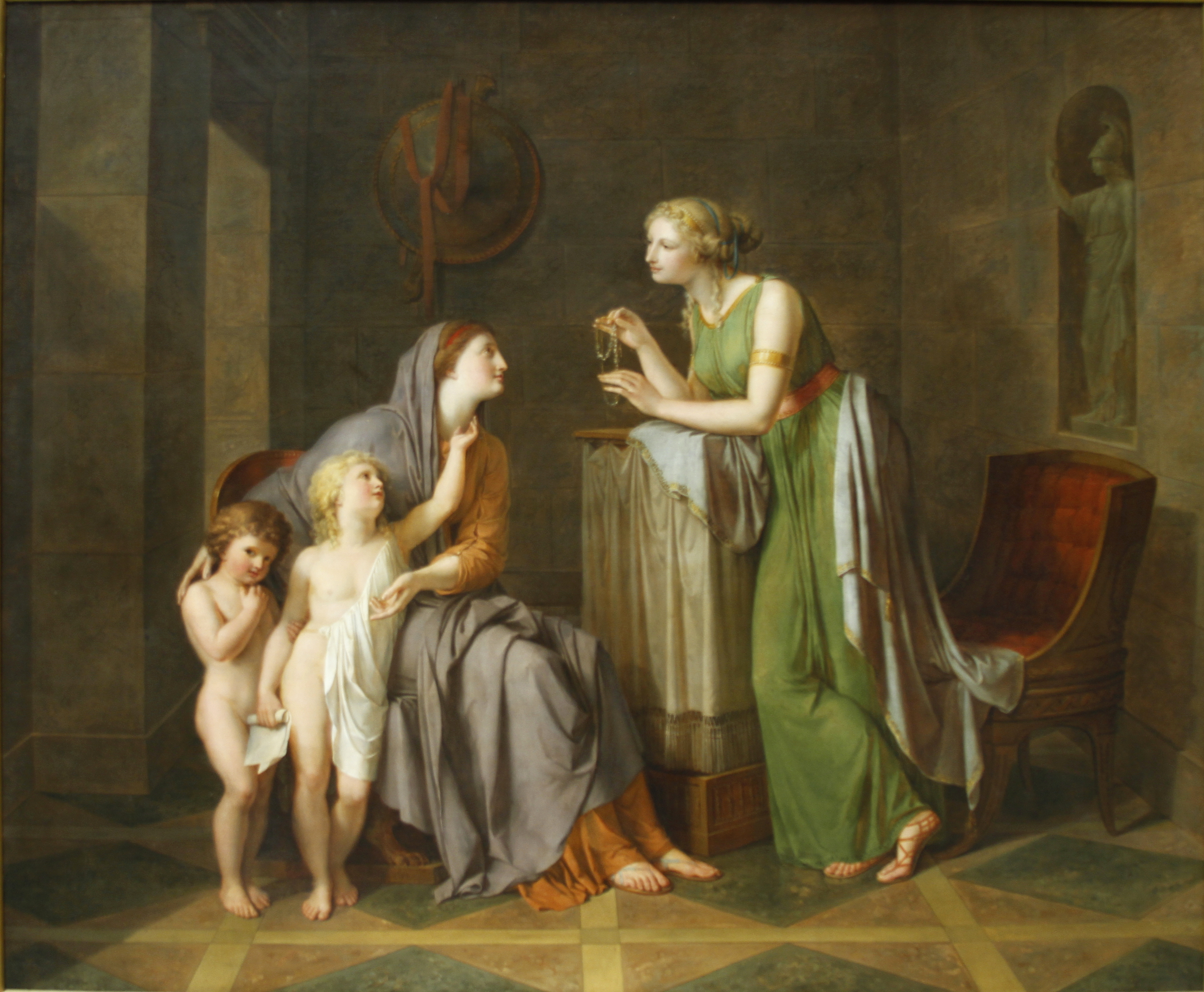
『グラックス兄弟の母コルネリア』フィリップ・フリードリヒ・フォン・ヘッチュ画（1794年） 、シュトゥットガルト州立美術館収蔵。

ティベリウス・グラックスは、ローマ市民の信頼には応えたが、

同盟国やラテン人との条約は守らなかった
キケロ『国家論』3.29

ローマの護民官ティベリウス・グラックスが紀元前133年に定めたセンプロニウス法（Lex Sempronia agraria altera iudicandis）によって、土地分配3人委員が結成されたものの、それはイタリック人が持っていた公有地の利用権を脅かすものでしかなかった。そのため、イタリック人たちは初めてローマ市民権を意識し始めたという。土地を利用していたイタリック人は分割を渋り、引き延ばし、その抵抗を和らげるために市民権の付与も考えられた。3人委員の一人でもあったマルクス・フラックスが後押ししたものの、元老院の反対にあったとアッピアノスは記している。しかしこの公有地の利用権は、スキピオ・アエミリアヌスの影響力によって元老院の横槍が入り、現状維持されることになった。
ローマは紀元前125年のプラエトル、ルキウス・オピミウスがラテン植民市のフレゲッラエを破壊するという行為に及んだものの、この頃からイタリック人の市独自の政務官に対しては市民権を与えるようになったと考えられている。ラテン植民市は、古くはローマ人とラティウムに住んでいたラテン人とで建設されたが、ラティウム戦争終結後は、むしろローマ人が主体となって建設されており、ハンニバル戦争の時でも最後までローマに忠誠を誓った都市群で、このようにラテン植民市を攻撃することは当時のローマとしては考えられない行為であり、その原因は以前からフレゲッラエに流入していたオスク語族の影響を嫌ったためではないかとも考えられている。またフレゲッラエは対サムニウムの要塞群の一つでもあった。
次にガイウス・グラックスがやってきた。しかし彼の土地分配法も、紀元前121年の彼の死と共にうやむやとなり、公有地の利用権にはさほど影響を与えなかった。また、海外での交易にも影響はなかった。しかし、思わぬところで影響が出ることとなった。それは、その頃設置された、政務官による恐喝を裁く常設審問所（quaestio de repetundis）の、審判人（現在でいうところの陪審員に近い）を、元老院議員からエクィテスに移すとする法（Lex Sempronia iudiciaria）であった。

### エクィテスの台頭

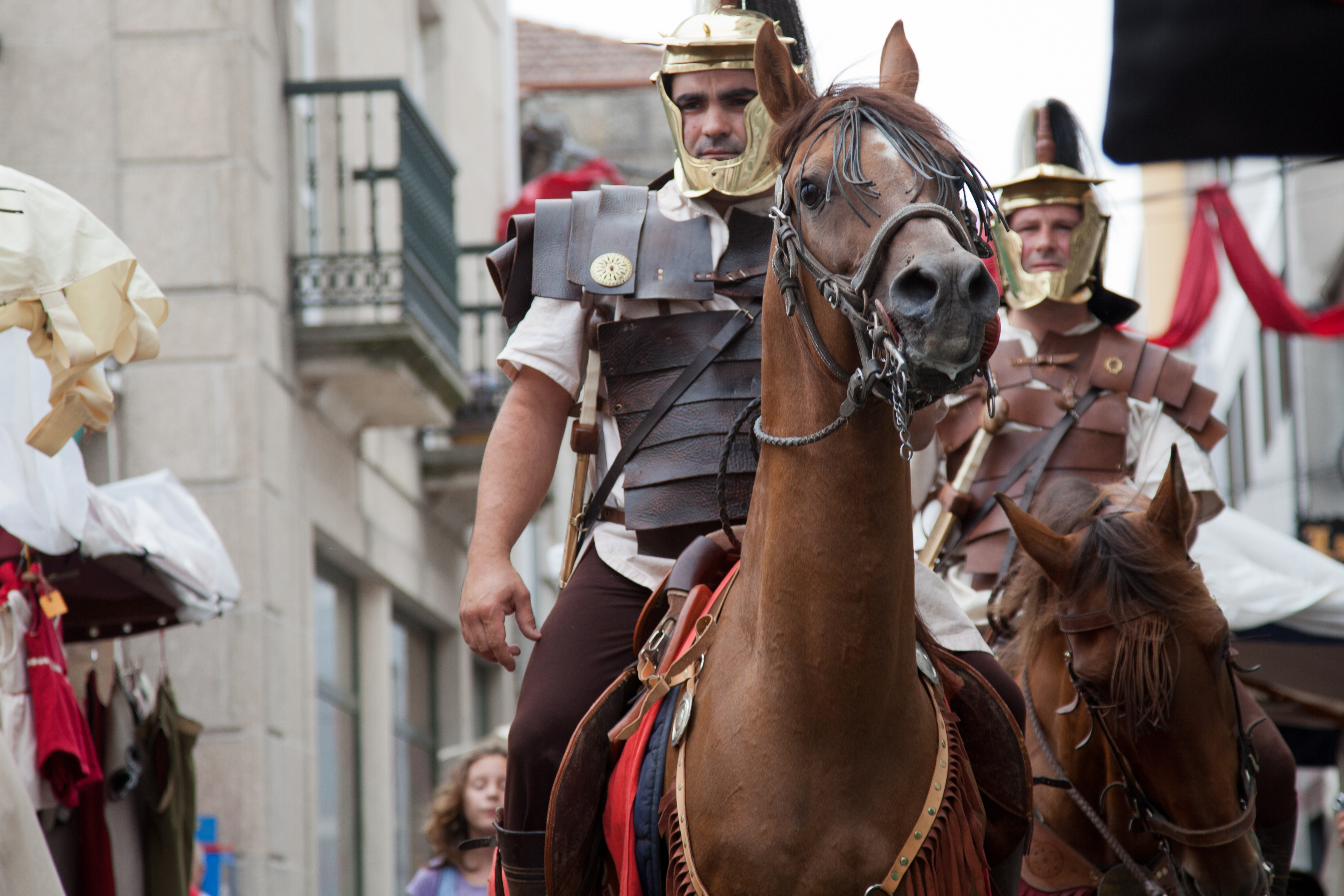
デキムス・ユニウス・ブルトゥス・カッライクスの故事を再現した忘却の祭典でのエクィテス

エクィテスは、ケンソルによって登録される、国から公有馬を支給される階級（equites equo publico）と、私的に馬を所有する人々（equites equo privato）とがあり、例えばカンパニアのエクィテスは、ハンニバル時代から完全なローマ市民権を所有していた。エクィテスは徴税や金融業に関わってきており、イタリック人の事業家は商売と交易に携わってきたが、エクィテスが審判人として社会的影響力を増すことによって、地方でのイタリック人の商売を侵食される可能性が出てきたのである。しかもこの審判人を巡る争いに、市民権がないために民会で投票できないイタリック人は全く介入できず、同じ理由で自分たちの商売に破壊的影響を及ぼすであろう立法を防ぐこともできなかった。

### リキニウス・ムキウス法
市民でないものが市民権を享受するのは間違っている。

このことは賢明な2人の執政官、クラッススとスカエウォラによって法的に解決されたが、

外国人（peregrinos）が首都を享受できないようにするのは、非人道的（inhumanum）だ。
キケロ『義務について』3.47

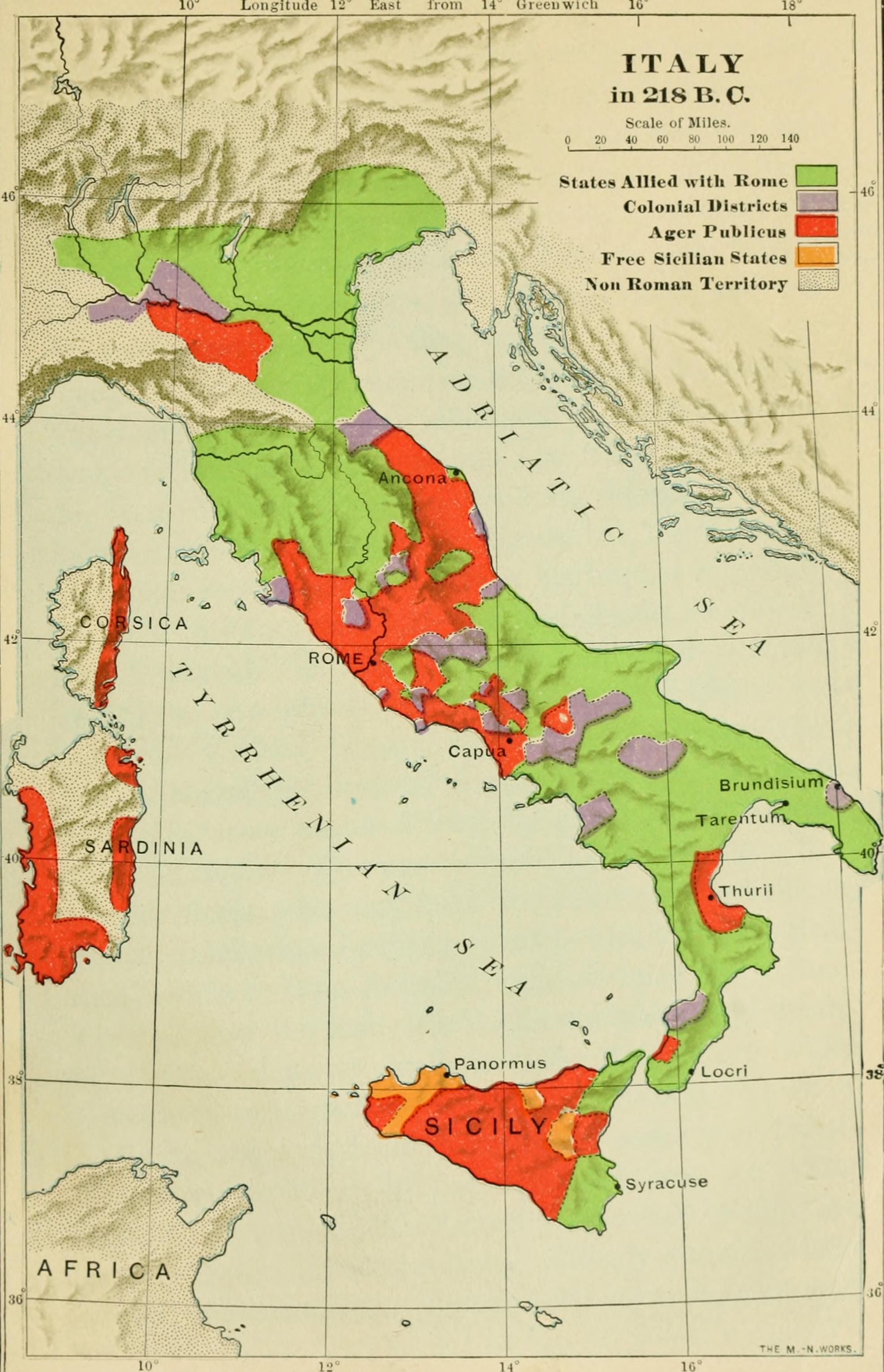
紀元前218年頃のローマ公有地（赤）、同盟市領（緑）、植民市領（グレー）

深刻に市民権の必要性を悟ったイタリック人たちは、恐らく首都ローマで抗議を行い、民会に紛れ込むものたちも出たようで、その対策として、紀元前95年の両執政官（上記クラッススとスカエウォラ・ポンティフェクス）は、ローマ市民権を持たないラテン人やイタリック人を首都から追放するリキニウス・ムキウス法（Lex Licinia Mucia de civibus redigundis）を通過させた。このことは、今まで大人しかったイタリック人の富裕層をも、反ローマ活動に向かわせたと考えられており、キケロの古註で知られるアスコニウス・ペディアヌスは、この法を同盟市戦争の原因としている。

### 土地利用を巡る争い
また、土地を巡る争いを動機とする研究も行われており、同盟市戦争で反乱が起った場所と、グラックス時代に土地分配が行われた場所とが重なっているという指摘もある。イタリック人にとっては、土地を巡る争いは常に不利な立場でローマ人に圧迫され続けていたとも言える。エトルリア南部の発掘調査によって、紀元前2世紀に開発が進み、紀元前1世紀にかけて人口が増加し発展していったことがうかがわれ、イタリア半島の他の土地でも、同じように開発が行われ、土地の奪い合いが起っていたのではないかと考えられている。
エトルリアには紀元前2世紀の前半にサトゥルニアやグラウィスカエといった植民市が築かれ、他にも希望者にある程度の土地を与えて植民させる個人的土地分配も行われており、グラックスの土地分配委員会も活動していたことが『liber coloniarum（植民の記録）』に記されているという。また、ウンブリアには紀元前3世紀からラテン植民市が築かれ、彼らはアエミリア街道とフラミニア街道沿いに建設された植民市によって封じ込められていた。
エーゲ海沿いのピケヌムには、サビニ人から分かれたピケンティ人が住んでおり、肥沃な土地で果物の栽培に向いていたが、紀元前268年の執政官、ソプスとルッルスによって平定されて海岸沿いの土地を奪われ、アスクルム（現アスコリ・ピチェーノ）周辺だけがピケンティ人のものとなり、サラリア街道が通された。それ以降紀元前184年のポテンティア入植を始めとして、グラックス時代にも入植が続き、紀元前117年にアスクルムの南を通ってハドリアへ抜けるカエキリア街道が敷設されてからは、周囲のローマ領の発展からは取り残されていた。

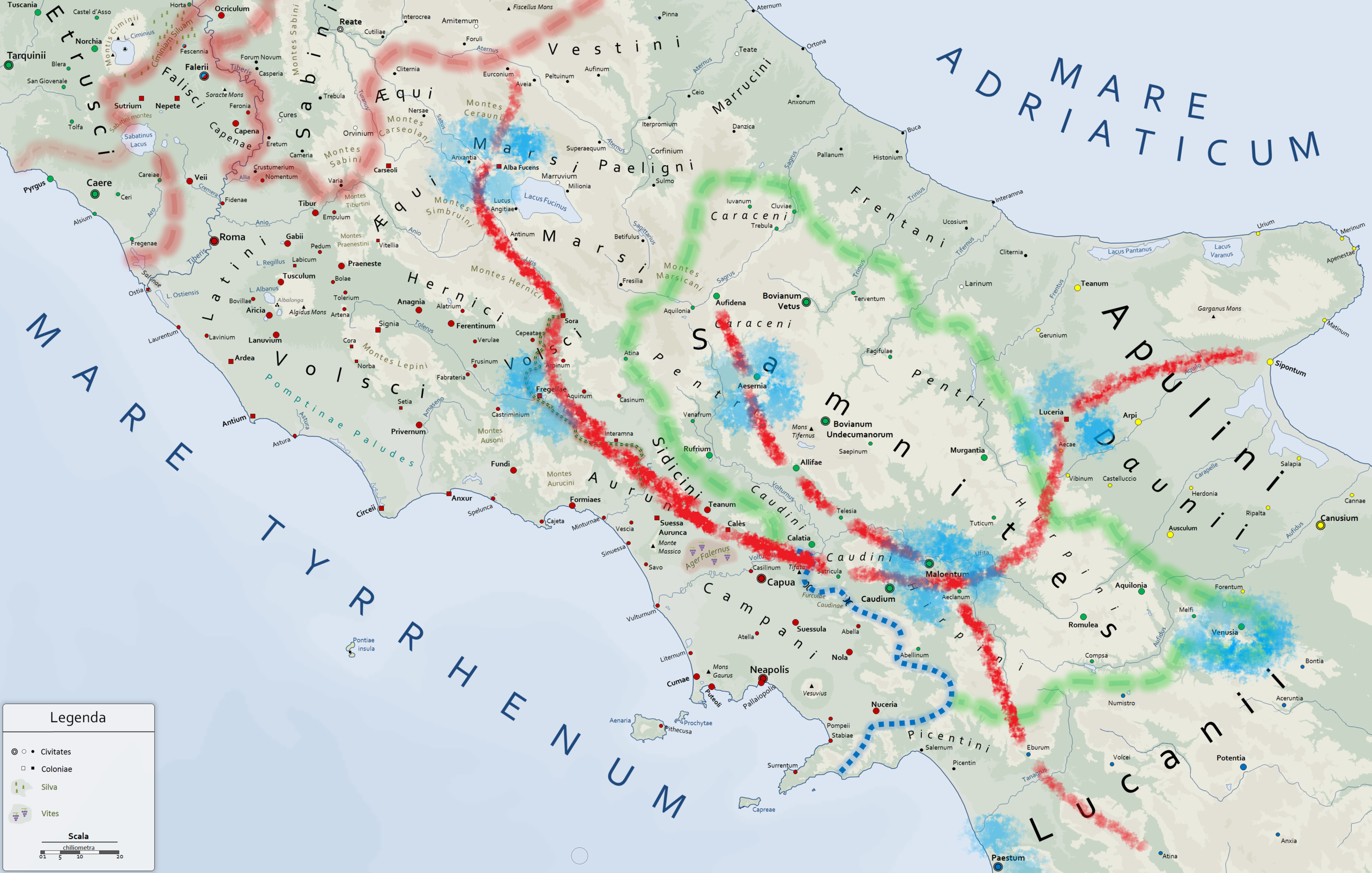
ローマの入植によって構築された防衛ライン（赤）。青はラテン植民市。

中央アペニン山脈に住むウェスティニ人、マッルキニ人、パエリグニ人、フレンタニ人、マルシ人といった好戦的な民族に対しては、紀元前303年のアルバ・フケンスなどの植民市建設以降、紀元前2世紀に活発に入植が行われていたと考えられ、紀元前154年にはパエリグニ人の首都コルフィニウムや、マッルキニ人の首都テアテを経由してアドリア海へ抜けるウァレリア街道が敷設され、更に紀元前110年頃にはミヌキア街道も通された。このような交通の要衝であったため、コルフィニウム周辺もグラックス時代に入植が行われた可能性が高い。
イタリアの踵に当たるアプリアでも、ハンニバル戦争後の紀元前3世紀末から植民市が建設され、更にグラックス時代に肥沃なプッリャ台地に大規模な入植が行われていたことが発掘調査などから判明している（詳しくは、プッリャ州 § ローマ時代）。共和政末期にもアプリアに零細農家が存在していたことを、歴史家マルクス・テレンティウス・ウァロが記している。
最も割を食っていたのはサムニウム人で、紀元前4世紀にはソラからルケリアまで続く植民市群によって封じ込められ、更にピュロス戦争後には、アエセルニア、アウフィデナ、アッリファエといった良い土地を奪われ、ベネウェントゥムまでの第2防衛ラインを築かれた。これによって、ヒルピニ族とペントリ族は分断され、カラケニ族はペントリ族に吸収された。ハンニバルのアルプス越え後にローマに反旗を翻したカウディニ族とヒルピニ族は更に土地を没収され、カウディニ族も自治を奪われた。
更に紀元前2世紀にはスキピオ・アフリカヌスの退役兵入植や、リグリア人の強制入植、グラックス時代の入植が続いた。例えばアエクラヌム出身で、ティトゥス・ディディウスやルキウス・コルネリウス・スッラの下で同盟市と戦ったミナティウス・マギウス（帝政ローマ初期の歴史家ウェッレイウス・パテルクルスの祖先）のような者もおり、入植の影響によってかなりローマと同化していたと見られるが、サムニウムの他の市も影響を避けられず、先祖伝来の牧畜から農業への転換は進んでいたものと推測される。彼らにとって、豊かな土地を独占し、最新技術とローマの威光を背負ってやってくる入植者たちはかなりの脅威で、ローマで次々に土地分配法が成立したことが、ずっと土地を削られ続けていた彼らを反乱へと向かわせたのだとしても不思議ではない。

### ドルススの失敗
この戦争を同盟市戦争と呼ぶのは、少しでも聞こえを良くするためで、

実際には市民に対する戦争である。

同盟市がドルススの権力欲にそそのかされ、

自分たちの力で大きくした国の、市民としての権利を、

正当なものとして要求したところ、

ドルススは仲間達に裏切られて焼き尽くされ、

今度は彼らに対してその炎が向けられたために、

彼らは武器をとってローマを攻撃したのだ。

この災厄ほど大きく悲惨なことが他にあるだろうか。
フロルス『ローマ史概要』2.6

リウィウスの散逸した部分の概略によれば、紀元前91年、マルクス・リウィウス・ドルスス (護民官)は、イタリック人たちに市民権の付与を約束（Rogatio Livia de civitate sociis danda、同盟市に市民権を付与するリウィウスの提案）し、土地分配や穀物供給に関する法や、審判人を元老院議員とエクィテスで半々にする法（Lex Livia iudiciaria）を通過させようとしたが、イタリック人との約束を守れなかったため、彼らの怒りが同盟市戦争へ駆り立てたとしている。
土地分配法の失敗は、エトルリア人やウンブリアの人々にとっては朗報であったろう。そのため、彼らは同盟市戦争に加わらなかったが、ローマ側に味方もしなかった（リウィウスの概略やアッピアノスには、ウンブリアとエトルリアで反乱が起こり、兵力不足を補うため解放奴隷を徴用したことが記されているが、それほど大規模なものとは思われない）。だが、他のイタリック人にとっては、このドルススの失敗によって、彼らの軍内での地位向上や、利権侵害に対抗するために必要な市民権への道を絶たれてしまったのである。リウィウスの他に、キケロや大プリニウスも、このドルススの失敗を同盟市戦争の原因とみなしている。

## イタリカ

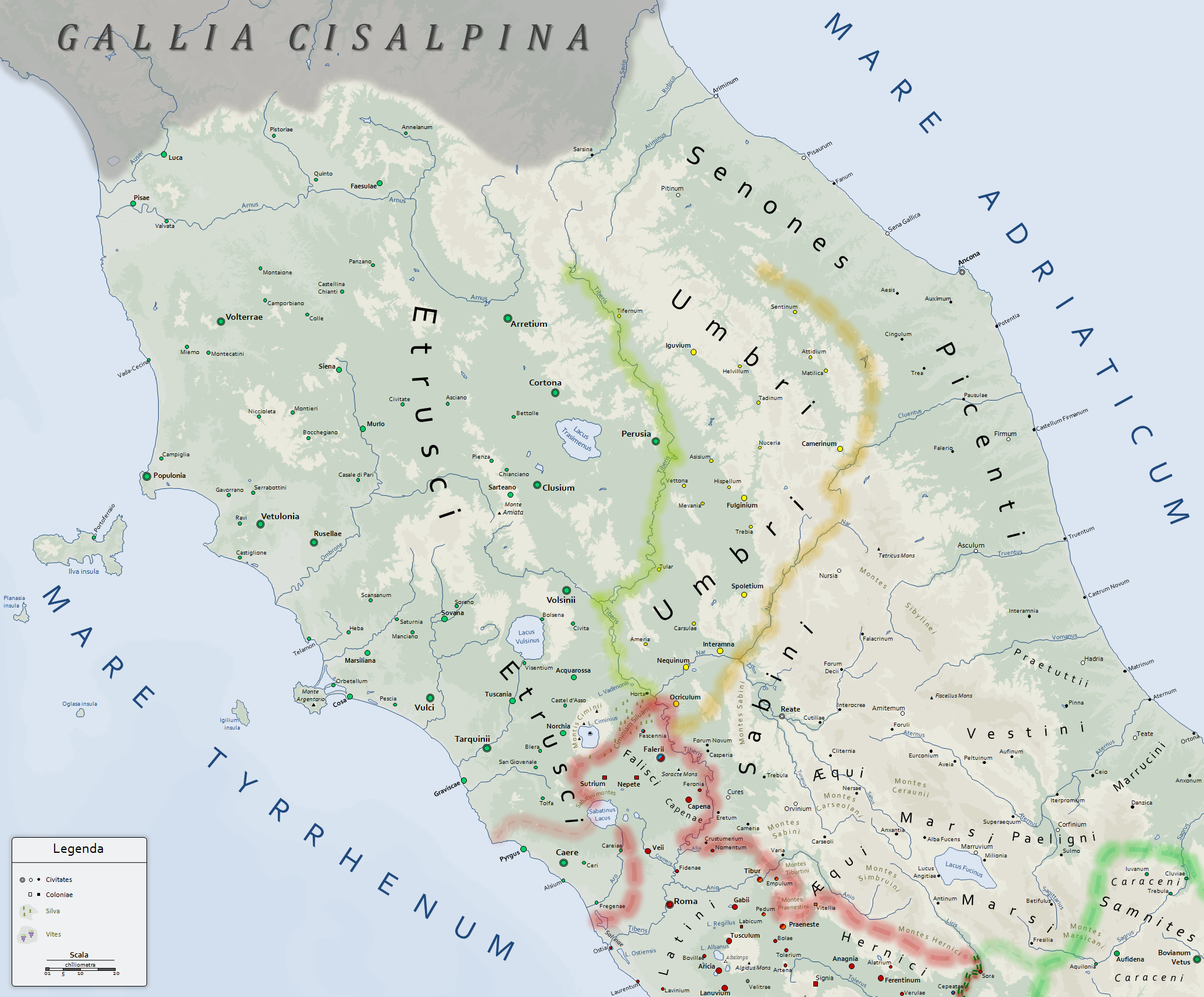
中央下にローマ。右端中央から下にピケンティ、プラエトゥッティ、ウェスティニ、マッルキニ、サムニテス。右の中央トロント川中流にアスクルム

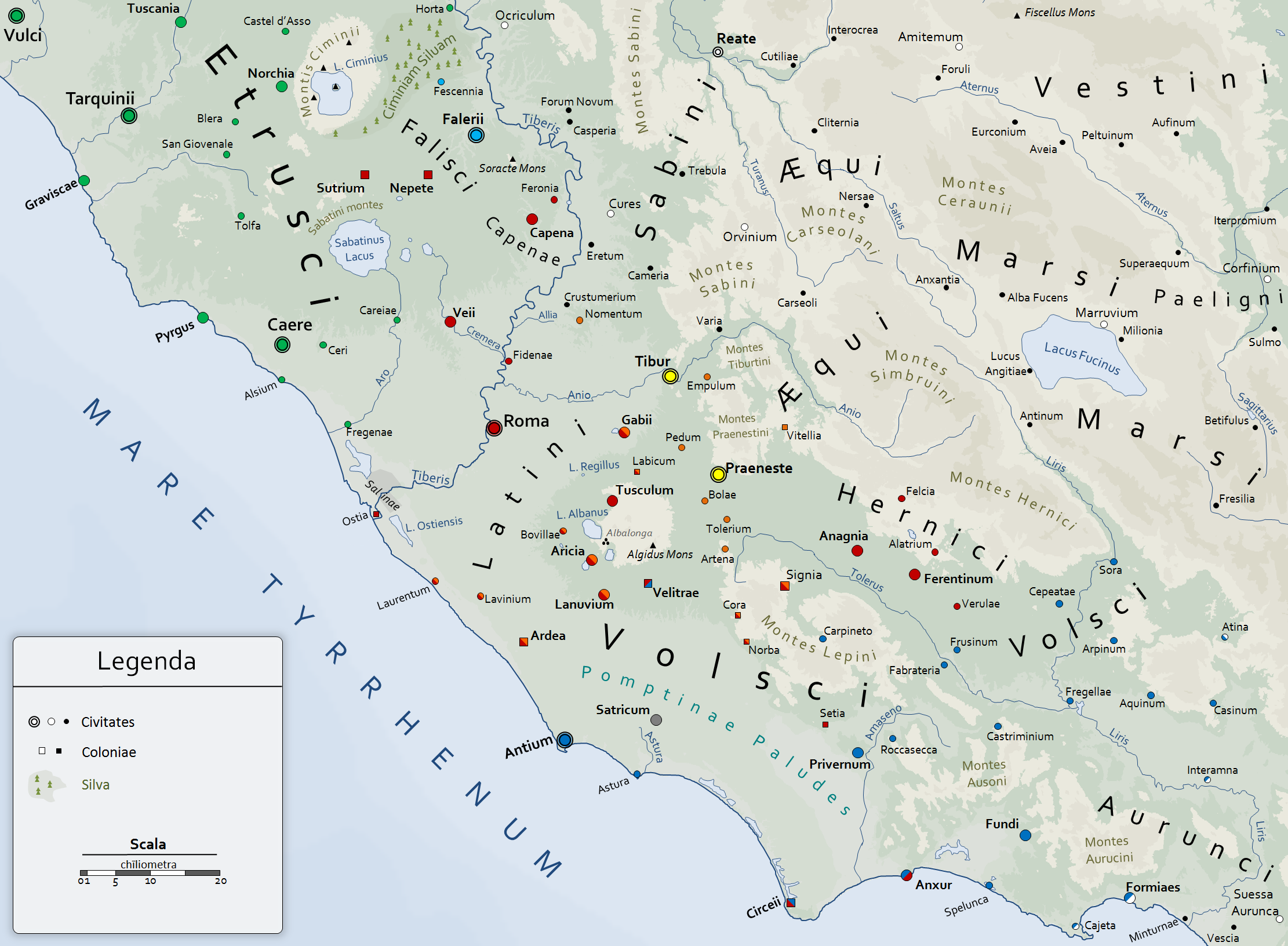
中央左寄りにローマ。右の山岳地帯に上からウェスティニ、パエリグニ、マルシと並ぶ。Paeligniのnの上にコルフィニウム

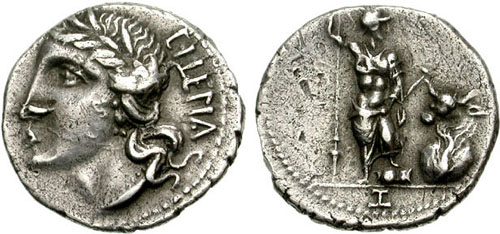
イタリカの鋳造したコイン。VITELIUと刻まれている。

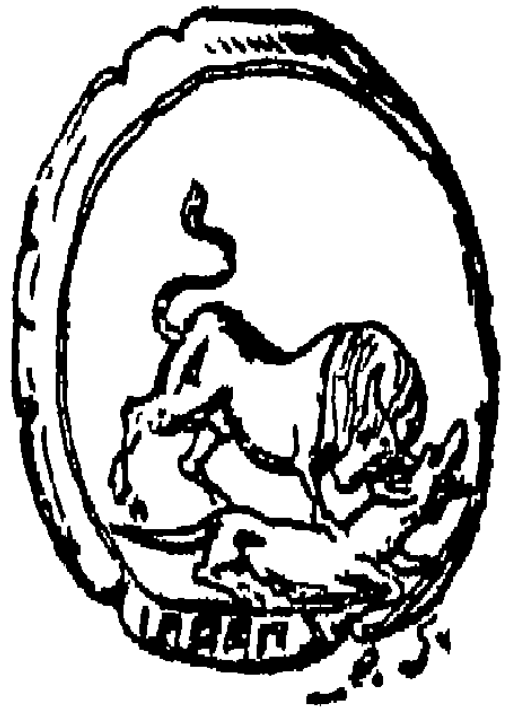
イタリカの鋳造したコインのモチーフ。イタリアの語源とも言われる雄牛が、ローマの象徴オオカミ（ロムルスとレムスの建国神話より）を組み伏せている。

彼らはパエリグニの首都コルフィニウムを全イタリック人の首都とし、

そこに軍隊を召集して「イタリカ」と命名した。

彼らは権利を得るまで2年間戦い続け、

マルシ人が反乱を起こしたためマルシ戦争とも呼ばれたが、

これはポッパエディウスによるところが大きい。
ストラボン『地理誌』5.4.2

イタリック人の反感の高まりを受け、ローマは各地に前政務官権限を持つ監視員を派遣した。マルシ人、サムニウム人、ルカニア人、カンパニアなどに送られたが、紀元前91年末、そのうちの一つアスクルムで、ピケンティ人を監視していたプラエトル、クィントゥス・セルウィリウスが殺害される事件が起った。恐らくマルシ人と思われるクィントゥス・ポッパエディウス・シロらによって反乱が起こり、彼らはローマに対抗するため独自の国家設立を宣言し、イタリカ、もしくはイタリアと名乗った。エルンスト・バディアンらは、キンブリ・テウトニ戦争でのイタリック兵の活躍と、ガイウス・マリウスら地方のノウス・ホモの活躍によって、イタリック人が自信を持ったのではないかとしている。

### イタリカの体制
イタリカの体制については、シケリアのディオドロスの断片の9世紀に残された要約から、ローマの体制の模倣と長らく考えられてきた。すなわち、コルフィニウムを首都とし、500人からなる元老院と、イタリカ元老院に毎年任命される2人の執政官と12人のプラエトルからなる組織である。しかしながら、戦争中にもかかわらず毎年任命、もしくは選挙することが出来たのかどうか、説得力のある説明はいまだされていない。
イタリカの軍事指導者の地位は、アッピアノスはその幾人かをインペラトルとし、リウィウスの概略ではドゥクスとしている。また、彼らはイタリカ軍は民族ごとに分かれていたようにも描写している。イタリカの首都は紀元前89年にはアエセルニアに移されたが、サムニウムの指導者の一人であったガイウス・パピウス・ムティルスの死後、ポッパエディウス・シロに至高のインペリウム（summum imperium）を与えることが決定されている。ポッパエディウス・シロは翌年凱旋式を挙行しているため、この至高のインペリウムは、鳥卜権付きの完全なインペリウムを指すものと考えられている。
このように幾つかの史料からの推測として、イタリカの指導部はサムニウムのムティルスと、マルシ人のポッパエディウス・シロを最高司令官とし、その下に各民族から選挙によらず任命されたインペラトルが付き、彼らは死亡すると交代していたと考えられる。イタリカは戦争遂行のための組織であり、彼らの目的は、これまで市民権の獲得、法の下の平等、ローマからの独立など、様々な説が提示されてきたが、おそらく市民権の獲得であったと考えられ、ローマ人よりも先に、インペラトルを正式な地位名として使用していた可能性もあるという。なお、彼らの発行した硬貨には、Italia、もしくはそのオスク語のViteliuと刻まれていた。
同盟市戦争後の紀元前82年、再度立ち上がったサムニウムの司令官は、コッリナ門の戦い (紀元前82年)でこう叫んだという。

ローマは、ハンニバルに後3マイルのところまで迫られたとき以来、

最大の危機にさらされていた。

「ローマ最後の日がやってきた！

イタリアの自由を奪ったオオカミ共め！

この巣を打ち壊さない限り、

奴らはまた湧いてくるぞ！」
ウェッレイウス『ローマ史』2.27

## ローマ側の妥結案
マリウスは敵に向け陣を張り、マルシ軍のポッパエディウスもそれに習った。

彼らが前進して向かい合うと、敵意が好意に変わった。

兵たちはお互いの中に、個人的な友人や戦友、そして親戚を認めたのである。

彼らはお互いの名を呼び合い、殺し合わないように呼びかけ、

陣羽織を脱いで腕を伸ばし、抱擁した。

マリウスとポッパエディウスも軍から進み出て、

市民権について話し合いを始めた。

兵たちはその間、まるでお祭りのように喜んで待っていた。
シケリアのディオドロス『歴史叢書』37.15

紀元前90年の冬、ローマでは執政官ルキウス・ユリウス・カエサルが提案した、反乱に参加しなかった同盟市とラテン人にローマ市民権を与えるユリウス法（Lex Iulia de civitate latinis et sociis danda）が可決された。市民権を得たエトルリア人やウンブリアの新市民は現35トリブス（選挙区）ではなく、その後に投票する10の新設トリブスに登録されたという。
翌紀元前89年、護民官マルクス・プラウティウス・シルウァヌスとガイウス・パピリウス・カルボは、60日以内にプラエトルに申請した同盟市の人間に市民権を与えるプラウティウス・パピリウス法（Lex Plautia Papiria de civitate sociis danda）を通過させ、執政官グナエウス・ポンペイウス・ストラボはトランスパダニ（ポー川以北の人々）にラテン市民権を与えるポンペイウス法（Lex Pompeia de transpadanis）を成立させた。このような妥協案によって、紀元前88年にはサムニウムやルカニア人を除いて降伏した。

### 戦後処理
戦後の同盟市の扱いについては、戦争中のローマに対する態度によって対応が異なり、ローマに味方した同盟市は、恐らく旧体制が尊重されたが、反抗した同盟市は、四人官（quattuorviri）もしくは二人官（duoviri）によって管理されるようになったと考えられている。
紀元前88年、いまだにカンパニアのノラは抵抗を続けており、ローマ軍に包囲されていた。一方、市民権が付与された新市民を、新設する10トリブスに登録するのではなく、既存の35トリブスに配分する法案が、護民官プブリウス・スルピキウス・ルフスによって提出され、ローマ市内は護民官派と執政官派によって騒乱状態となり、更にこの年の執政官スッラに付与されていた第一次ミトリダテス戦争のインペリウム（指揮権）がマリウスに付与されるに至り、ローマを脱出したスッラがノラ攻囲軍を率いてローマに進軍する事態となった。
ローマを掌握したスッラはスルピキウスの法案を取り消し、アフリカに亡命したマリウスを公敵と宣言してミトリダテス戦争へと向かった。一方、翌紀元前87年の執政官に選出されたルキウス・コルネリウス・キンナは、再度新市民の既存トリブス登録法案を提出し、また騒乱状態となったローマから脱出、アフリカからマリウスを呼び戻し、自身も新市民となったばかりのラティウム地方のティブルやプラエネステを頼って資金を集め、ノラ攻囲軍を掌握してローマへ進軍し、エトルリアに上陸したマリウスも軍勢をかき集めてローマへ向かった。彼らは15万以上の兵を召集したと考えられている。
紀元前88年末時点でいまだ抵抗を続けていたのは、サムニウムの一部と彼らに占領されていた上記のノラ、現在のカラブリア州にいたルカニア人だったが、リウィウスの梗概の記述などから、恐らく紀元前87年でこれらの抵抗は終了し、市民権を付与されたと考えられている。紀元前86年には同盟市戦争後初のケンスス（国勢調査）が行われた。しかしこのケンススは完了の儀式であるルストルムが行われておらず、市民数も約46万と、前回の紀元前115年の約39万からさほど増えていない。紀元前70年に行われたケンススでは、市民数は91万となっている。
結局いつ新市民がトリブスに登録されたのかについては、現在では紀元前84年とする説が有力ではあるが、手続き上の問題で集計が間に合わなかったとする紀元前87年説にも一定の説得力がある。

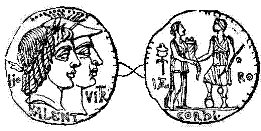
紀元前70年に作られたデナリウス銀貨の絵柄。右側の面の左が女神イタリア、右が女神ローマ

紀元前70年に作られたデナリウス銀貨の裏面には、ローマとイタリアの和解を象徴していると思われる、仲の良い女神ローマとイタリア・トゥッリタとが刻まれたものがある

## 影響

### 軍制
- アラエ（同盟軍）の正規軍化。
  - 徴兵係（conquisitor）のイタリア中への派遣が必要。
  - 軍事費の国庫負担増。

これまで同盟市の提供していた兵力は同盟市がその経費を負担していたが、ポー川以南の同盟市がローマ市民化したため、正規軍としてローマの負担となり、その結果経済的に重大な影響が起ったのではないかと推測する説がある。従来マリウスの軍制改革によって、ローマ軍が指揮官個人の私兵と化し、それによってこの後に続くスッラ、マリウス・キンナとの内乱が起ったという説明がされてきたが、内乱の規模が拡大したのは、同盟市もローマ市民となった結果、彼らも市民として内乱に関与したからではないかとも考えられる。

### 財政危機
国庫は完全に払底し、兵糧にも事欠く有様だった。

やむにやまれず、カピトリウム周辺にあった、

シビュラの書管理十五人委員会、

神祇官 (ローマ)、アウグル、神官 (ローマ)らの資産を売却し、

当面の赤字を回避することができた。
オロシウス『異教徒に反駁する歴史』5.18

増大した軍事費は国庫を圧迫していた。P. A. ブラントの仮説では、ローマの保有していた軍団数は、同盟市戦争前の6に対し、同盟市戦争中は最大32まで増大している。更に紀元前88年にはスッラがミトリダテス戦争に向かい、他の国外の戦線も維持する必要があった。マイケル・クロフォード (歴史家)は、ローマの貨幣鋳造三人委員が使用した金型数を推測しているが、紀元前90年だけ突出して多く、増大した軍団に対応するためと考えられる。ミトリダテス6世によって豊かなアシアからの税収も途絶え、アエラリウム（国庫）はすぐに払底し、奴隷解放時に取り立てていた5％の税をガリア人との戦費の名目で積み立てていた金にも手をつけ、argento publico（公有銀より）と刻まれたデナリウス銀貨が発行された。
こうした混乱は同盟市戦争後も続いたと考えられ、税収の激減したマリウスとルキウス・キンナ、グナエウス・カルボと小マリウスは、スッラを迎え撃つための戦費をイタリック人から集めており、更に各神殿の宝物庫からも資金を調達し、アスクルムの戦い (紀元前89年)の戦利品に目を付け、それを没収するため凱旋将軍ストラボの息子、グナエウス・ポンペイウスを訴えている。内戦に勝利したスッラは大量の戦利品と共に帰国したが、彼は資産家として亡くなっており、大して国に納めなかったと思われる。

### 信用収縮
同じアシアの、同じミトリダテスによって得られた教訓を忘れてはならない。

あのとき、アシアでは多くの人が多くの資産を失い、

ローマでは返済が滞り、信頼関係が（fidem）失われた。。。。

このローマとフォルムにおける貸し借りと信頼関係（fides）は、

アシアにおける投資と切っても切れないものだ。
キケロ『ポンペイウスのインペリウムについて』19

ローマでの貸し借りは、硬貨の流通量、担保となる地価、そして信頼関係（fides）に基づいていた。国家は硬貨の流通量をあまり調整していなかったため、急激な変化には対応出来なかった。地価は安定していたものの、これが下がれば融資も連動して縮小することになる。
同盟市戦争が始まると、イタリック人の支配領域からの収入は途絶え、担保としての価値を失い、債権者による取り立てが始まった。加えて戦乱による先行き不安によって誰もが現金をかき集めて硬貨流通量が減り、土地価格の下落が起ると、更に信用収縮が進むことになった。この問題に対応した紀元前89年首都プラエトルのアウルス・センプロニウス・アセッリオは、債務者救済策を打ち出したものの、民衆の暴動によって殺害された。
紀元前88年の執政官、スッラとクィントゥス・ルフスは、利息を12分の1に制限し、債務を1割カットするコルネリウス・ポンペイウス法（Lex Cornelia Pompeia unciaria）を通過させた。このような利息制限法は過去幾度が制定されているが、この法と同盟市戦争が下火となったことで、危機を脱しようかというところで、ミトリダテスのアシア侵攻が始まり、再度信用収縮が起った。これに対しては、紀元前86年のマリウス死後の補充執政官ルキウス・フラックスが、債務に関するウァレリウス法（Lex Valeria de aere alieno、借金の単位セステルティウスを1/4の価値であるアス (青銅貨)に切り下げた）を成立させた。この債務の75％カットは、担保である土地価格の下落に合わせたものとも考えられる。

親戚のグラティディアヌスも、良き人としての義務を果たせなかった。

彼がプラエトルの時、護民官たちと共同で硬貨の基準を定めようとした。

当時は硬貨の価値が乱高下していて、

誰も自分が本当はいくら持っているのか分からなかったからだ。
キケロ『義務について』3.80

この信用収縮には硬貨の偽造が一役買っていた可能性もある。紀元前85年もしくは84年の首都プラエトル、マルクス・マリウス・グラティディアヌスによる法務官法（プラエトルによる法解釈の布告）が定められたが、これはデナリウス銀貨の鑑定方法を定めたとされ、喜んだ市民はローマ中のあちこちに彼の像を建てたという。これはデナリウスとアス貨の交換レートを従来に戻したとも考えられ、偽造を防止することで硬貨への信用を回復させた。内乱後独裁官となったスッラも、偽造に関するコルネリウス法を定めている。

## 年表
紀元前126年、レピドゥスとオレステスが執政官の年。
- 外国人に関する護民官マルクス・ユニウス・ペンヌスの法（Lex Iunia de peregrinis）。ローマ市民でないものがローマの市に定住することを禁止する法。ガイウス・グラックスに反対された[85]。

紀元前125年、フラックスとヒュプサエウスが執政官の年。
- 同盟市に市民権を付与する執政官フルウィウスの提案（Rogatio Fulvia de civitate sociis danda）。市民権の代わりに上訴権を選ぶことも出来た[86]。

紀元前122年、アヘノバルブスとファンニウスが執政官の年。
- 同盟市に市民権を付与するガイウス・センプロニウス・グラックスの提案（Rogatio Sempronia de civitate sociis danda）。
- 審問所に関するセンプロニウス・グラックスの法（Lex Sempronia iudiciaria）。審判人をエクィテスに限定した[87]。
- ラテン人に上訴権を付与するマルクス・リウィウス・ドルススの提案（Rogatio Livia de provocatione latinis concedenda）。

紀元前95年、クラッススとスカエウォラが執政官の年。
- 両執政官リキニウス・ムキウスの法（Lex Licinia Mucia de civibus redigundis）。

紀元前91年、ピリップスとカエサルが執政官の年。
- ルキウス・リキニウス・クラッスス死去。
- ドルススの失敗。
  - 同盟市に市民権を付与するリウィウス・ドルススの提案（Rogatio Livia de civitate sociis danda）
- アスクルムでクィントゥス・セルウィリウスとその配下のレガトゥス、フォンテイウス[88]殺害される。
  - 反乱勃発、イタリカ発足。

紀元前90年、カエサルとルプスが執政官の年。
- 護民官クィントゥス・ウァリウス・セウェルス・ヒブリダ[89]による、反逆罪に関するウァリウス法（Lex Varia de maiestate）。同盟市戦争中、市民権付与を政治的圧力に利用した人間を反逆罪に問う特別審問所の設置[90]。
- ノラ、サムニウムに落とされる。
- 執政官ルプス、マルシ人との戦いで戦死。
  - ガイウス・マリウス、小カエピオ、執政官の軍を半分ずつ率いる。
    - 小カエピオ不意打ちに遭い戦死、マリウス、元執政官軍の全権を握る[91]。
      - マリウスとルキウス・スッラ、マルシ人に勝利[92]。
- プロコンスル、セクストゥス・カエサル、アスクルム包囲中死亡[93]。
- ガリア・トランサルピナで反乱、プラエトルが鎮圧[94]。
- エトルリアとカンブリアで反乱。
- クァエストルのクィントゥス・セルトリウス、同盟市戦争のためガリア・キサルピナで徴兵[93]。
- ラテン人と同盟市に市民権を付与するユリウス法（Lex Iulia de civitate latinis et sociis danda）

紀元前89年、ストラボとカトが執政官の年。
- 同盟市に市民権を付与する護民官プラウティウスとパピリウスの法（Lex Plautia Papiria de civitate sociis danda）。
- トランスパダニに関する執政官ポンペイウス・ストラボの法（Lex Pompeia de transpadanis）。
- スッラ、4月30日にスタビアエ（現カステッランマーレ・ディ・スタービア近郊）を破壊[95]。
  - ポンペイのルキウス・クルエンティウス（英語版）に敗北後勝利、戦死させる。
    - ヒルピニ族のアエクラヌム（現ミラベッラ・エクラーノ近郊）を落とし降伏させる。
      - ムティルスに勝利しボウァヌムを落とす[96]。
- 執政官カト、エトルリアに勝利。
  - 解放奴隷を軍に徴集（ローマ史上初）。
- 執政官カト、ティトゥス・ディディウス戦死。
- イタリカ最高司令官、ムティルス戦死。
- イタリカ、首都をアエセルニアに移す。
- アスクルムの戦い (紀元前89年)
  - 執政官ストラボ、アスクルムとピケンティに勝利して凱旋式を挙行（de Asculaneis Picentibus）[97]。
- マニウス・アクィッリウスら、ニコメデス4世復位計画。

紀元前88年、スッラとルフスが執政官の年。
- プロコンスル、クィントゥス・カエキリウス・メテッルス・ピウス、ウェヌシアを落とす。
  - イタリカ最高司令官、ポッパエディウス・シロ戦死[98]
    - イタリカ、ミトリダテス6世に援軍要請。ミトリダテスはアシア制圧を優先[99]
- 元老院に関する両執政官コルネリウス・ポンペイウス法（Lex Cornelia Pompeia de senatu）。元老院議員をエクィテスから補充。
- 新市民トリブス登録騒動。両執政官がローマを脱出、ノラ攻囲軍を率いてローマへ侵攻しマリウスを追放。
  - 新市民と解放奴隷の投票に関する護民官スルピキウスの法（Lex Sulpicia de novorum civium libertinorumque suffragiis）
- マニウス・アクィッリウス、ミトリダテスに敗北、刑死。
- 第一次ミトリダテス戦争

紀元前87年、オクタウィウスとキンナが執政官の年。
- 新市民に関する執政官コルネリウス・キンナの提案（Rogatio Cornelia de novis civibus）
  - 新市民トリブス登録騒動。元老院は執政官キンナを解任。ローマを脱出したキンナはマリウスと合流、ノラ攻囲軍を率いてローマへ侵攻。